# 生科研
株式会社生科研（せいかけん、Seikaken Co.,Ltd.）は、熊本県阿蘇郡西原村に本社を置く土壌用肥料の製造・販売、土壌分析や土壌改良剤・ミネラル剤・作物栄養剤の研究開発、製造、販売を行う企業。創始者の中島常充が提唱した「中嶋農法」の土壌分析や認証などで知られる。

## 沿革
- 1967年 - 熊本市蓮台寺町に株式会社生科研を設立。
- 1972年 - エーザイ株式会社と取引および共同研究開始。土壌液肥「キッポ」発売。
- 1978年 - イチゴのポット育苗を開発し、農林水産省の連絡試験を実施。
- 1986年 - アミノ酸肥料「ジャンプシリーズ」発売。
- 1988年 - 総合微量要素肥料「ミネラルパワー」発売。
- 1989年 - 熊本市より阿蘇郡西原村（現在の熊本事業所）に移転。
- 1991年 - 社名をエーザイ生科研株式会社と変更し、本社を東京都文京区に移転する。創業者の中嶋常允が科学技術庁長官賞を受賞。
- 2006年 - 中嶋常允が社団法人農林水産技術情報協会理事長賞受賞。熊本事業所がISO14001認証登録。
- 2009年 - 本社を現在地（旧熊本事業所）に移転し、関東営業所をさいたま市浦和区に開設。
- 2013年 - エーザイからローソンへ株式譲渡[1]。ローソングループへ移行。
- 2014年 - 社名を再び株式会社生科研に戻す。